# Scarlet Evil Witching Black
Scarlet Evil Witching Black är det andra albumet av black metal-bandet Necromantia från Aten, Grekland. Osmose Productions gav ut albumet 1995, som CD och i en begränsad upplaga om 1 000 exemplar på vinyl. Text och musik är skriven av Necromantia utom texten till "The Arcane Light Of Hecate" som är skriven av den tyska poeten Andrea Meyer Haugen. Albumdesignen är skapad av Panos Sounas. Tillsammans med bandets debutalbum Crossing the Fiery Path återutgavs skivan 2002 under titeln Cults of the Shadow. I den självbetitlade albumboxen 2006 ingår också detta album, då med Manowar-covern "Demon's Whip" som bonuslåt. 

## Låtlista
1. "Devilskin" – 5:50
2. "Black Mirror" – 6:30
3. "Pretender to the Throne (Opus I: The Userper's Spawn)" – 5:28
4. "The Arcane Light of Hecate" – 4:20
5. "Scarlet Witching Dreams" – 5:28
6. "The Serpent and the Pentagram" – 5:21
7. "Pretender to the Throne (Opus II: Battle at the Netherworld)" – 7:51
8. "Spiritdance" – 6:26
9. "Demon's Whip" (Manowar-cover, bonusspår 2006)

## Banduppsättning
- The Magus (George Zaharopoulos), sång, bas
- Baron Blood (Makis), 8-strängad bas

### Gästmusiker
- Inferno – synthesizer, piano
- Divad – sologitarr, akustisk gitarr
- Yiannis Papayiannis – saxofon, percussion
- George Panou – trummor